# Eva Victor
Pour les articles homonymes, voir Victor.
Eva Victor, née le 11 février 1994 à Paris (France), est une actrice, scénariste et réalisatrice américaine.
Elle est connue pour avoir joué dans la série télévisée Billions de 2020 à 2023 et a fait ses débuts en tant que réalisatrice avec le film indépendant Sorry, Baby (2025).

## Biographie
Eva Victor naît à Paris. Lorsqu'elle a un an, sa famille déménage à San Francisco, où elle grandit. À l'université Northwestern, elle étudie le théâtre, avec une spécialisation en écriture dramatique et participe à des spectacles comiques au sein de l'équipe d'improvisation. Elle obtient son diplôme et trouve un agent après avoir joué dans un spectacle dramatique.
Eva Victor commence à travailler en tant que stagiaire sur le site de satire féministe Reductress (en),. Elle est ensuite rédactrice associée et journaliste pour l'équipe éditoriale chez Reductress. Elle écrit pour la section Daily Shouts du New Yorker et apparait dans l'émission Decoded de MTV. Eva Victor travaille comme actrice avec l'organisation d'éducation artistique Story Pirates, basée à New York.
Elle reçoit de nombreuses critiques pour les vidéos qu'elle publie sur Twitter et qui sont devenues virales,,,. Elle réalise plusieurs de ces vidéos lors d'un événement en direct organisé par Buzzfeed en 2019. Eva Victor réalise également des vidéos pour Comedy Central.
Eva Victor apparait dans le rôle de Rian à partir de la cinquième saison de Billions et de la première saison de Super Pumped dans le rôle de Susan Fowler sur Showtime. Eva Victor joue dans le premier film en tant que réalisateur de Jonah Feingold (en), Dating and New York (sorti en décembre 2019).
En 2025, Eva Victor fait ses débuts en tant que réalisatrice et joue dans Sorry, Baby produit par Barry Jenkins, qui a sa première mondiale au Festival du film de Sundance 2025. Elle remporte le prix Waldo Salt du meilleur scénariste du festival.

## Filmographie partielle

### Comme réalisatrice
- 2025 : Sorry, Baby  (aussi scénariste)

### Comme actrice

#### Au cinéma
- 2014 :  Stories from the Man Upstairs : Waitress (court métrage)
- 2019 :  Dead Girl : Eileen (court métrage)
- 2019 :  Girls Night : Dani (court métrage)
- 2020 : Eavesdropping  (court métrage)
- 2020 :  Shithouse : Michelle (non créditée)
- 2021 :  As of Yet : Sara
- 2021 : Dating and New York : Jenna 'The Rebounds' Brookes
- 2021 :  Breakfast for Liz : Liz (court métrage)
- 2024 :  Boys Go to Jupiter : Gail 5000
- 2025 : Sorry, Baby : Agnes

#### À la télévision
- 2017 :  Inside the Woods : Ponytail Girl (téléfilm)
- 2018 : Human Resources  (série télévisée)
- 2019 :  Comedy Central - As Seen ON CC  (mini-série télévisée, 7 épisodes)
- 2019-2020 :  Eva vs. Anxiety : Eva (série télévisée, 4 épisodes)
- 2020-2023 : Billions : Rian (série télévisée, 31 épisodes)
- 2021 :  La Colo magique : Sea Susie (voix) (série télévisée, 1 épisode)
- 2022 :  Super Pumped : Susan Fowler (série télévisée, 3 épisodes)

## Distinctions
- Eva Victor : Récompenses, sur l'Internet Movie Database